# Рубен Казар'ян
Рубе́н «Ру» Казар'я́н (рос. Рубен Казарьян, нар. 5 червня 1975) — російський гітарист рок-гурту Louna, а також груп Nordream, Ens Cogitans й Southwake, записувався з групою Арда[джерело?]. Комуніст.